# Gryon parasomaliense
Gryon parasomaliense är en stekelart som beskrevs av G. Mineo 1983. Gryon parasomaliense ingår i släktet Gryon och familjen Scelionidae. Inga underarter finns listade i Catalogue of Life.